# جرن المعمودية (هيلدسهايم)

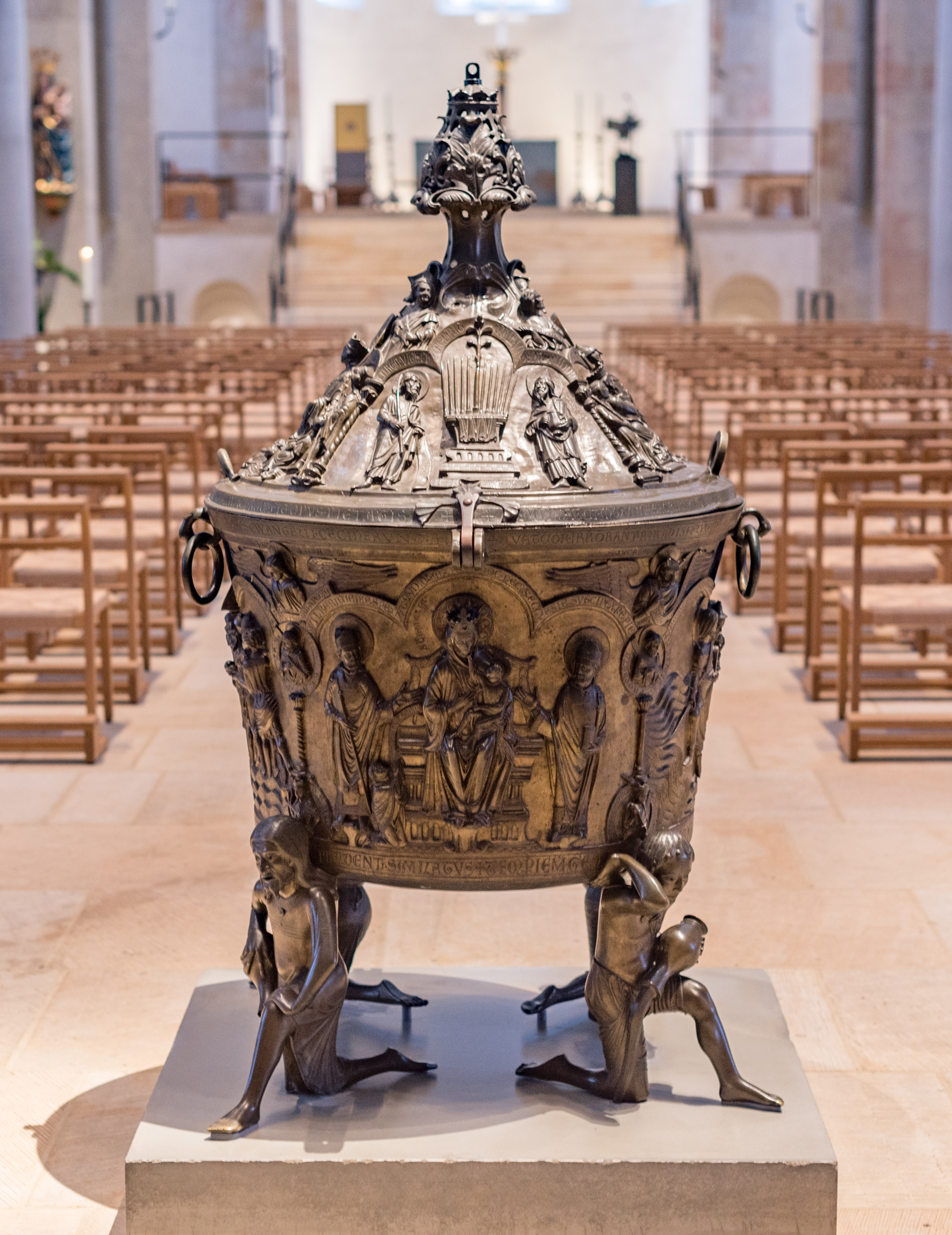
جرن المعمودية البرونزي في كاتدرائية هيلدسهايم

جرن المعمودية البرونزي (بالألمانية: Bronzetaufe) في كاتدرائية هيلدسهايم هو جرن معمودية من العصر الروماني المتأخر، ويُرجّح أنه صُنع في هيلدسهايم في الثلث الأول من القرن الثالث عشر. يتميز بزخارفه التصويرية عالية الجودة ونسبه المثالية، ويُعتبر من بين أبرز الأعمال من نوعه. ظل جرن المعمودية قائمًا في الجزء الغربي من صحن الكنيسة لعدة قرون، حتى نُقل إلى آخر المصليات الجانبية الشمالية (مصلى جورج) عام 1653. وخلال أعمال التجديد الجارية للكاتدرائية (2010-2014)، يُعرض في متحف بوده في برلين. بعد الانتهاء من أعمال التجديد، سيُوضع في وسط صحن الكنيسة تحت ثريا هيزيلو.

## الروابط الخارجية
- صور بواسطة ريموند فوري